# NGC 7703
NGC 7703 في الفهرس العام الجديد، هي مجرة، تقع في كوكبة الفرس الأعظم. اكتشفت في 7 أكتوبر 1825 بواسطة جون هيرشل.

## روابط خارجية
- NGC 7703 على موقع ويكي سكاي: DSS2, SDSS, GALEX, IRAS, Hydrogen α, X-Ray, Astrophoto, Sky Map, Articles and images